# Historia del uniforme del Montevideo City Torque

## Uniforme titular
En cuanto al uniforme, todas las camisetas titulares de Torque han sido celestes. Como particularidad, en 2016 y 2017, la camiseta incluyó una gran "T" azul en el pecho sobre fondo celeste. Las camisetas de alternativa en general son blancas, aunque fue gris en 2013. En 2016 y 2017 la alternativa fue blanca con una gran "T" azul.
En 2018 su uniforme fue confeccionado por la marca española Luanvi y desde 2019 es elaborado por Puma, por decisión del City Group.
En ocasiones el club utiliza junto a su uniforme titular, el short blanco correspondiente al uniforme alternativo.

### Evolución
| 2008-13 | 2013 | 2016-17 | 2017 | 2018 | 2019-20 | 2021-22 | 2022-23 |

## Uniforme alternativo
Usualmente los uniformes alternativo del club suelen utilizar los colores blanco o dentro de la escala de grises, hasta detalles negros en alguna oportunidad.

### Evolución
| 2008-2013 | 2013 | 2016 | 2018 | 2018 third | 2019 | 2021-22 | 2022-23 |

## Proveedores y patrocinadores
| Período   | Proveedor |
| --------- | --------- |
| 2008-2013 | Mgr Sport |
| 2012-2013 | Matgeor   |
| 2013-2016 | Fit       |
| 2017-2019 | Luanvi    |
| 2019-     | Puma      |

| Período   | Parte delantera | Parte trasera | Mangas o short |
| --------- | --------------- | ------------- | -------------- |
| 2017      | Rinde 2         | Ninguno       |                |
| 2018-2019 | Ninguno         | Ninguno       |                |
| 2020      | Citycenz Giving | Ninguno       |                |
| 2021      | TCL             | Ninguno       | Antel Anglo    |